# Guiday Mendy
Guiday Mendy, née le 18 mai 1986 à Pontoise, est une joueuse française de basket-ball.

## Biographie
Après une saison 2012-2013 marquée par une première place du championnat de Ligue, elle n'est pas conservée par Nice promu en LFB.

## Palmarès
Club
- Championne de France Ligue féminine 2 2010-2011

Sélection nationale (jeunes)
- 5e du championnat d'Europe junior 2004
- Championne d'Europe Espoirs 2005[4]